# علی‌آباد (ماهان)
علی‌آباد، یک آبادی از توابع بخش ماهان، شهرستان کرمان در استان کرمان ایران است.

## جمعیت
این آبادی در شهر ماهان قرار دارد و براساس سرشماری مرکز آمار ایران در سال ۱۳۹۵،جمعیت 1250نفر(500 خانهوار)است.